# Persone di nome Jesús
| Questa pagina contiene informazioni ricavate automaticamente dalle voci biografiche con l'ausilio del template Bio e di un bot. L'aggiornamento è periodico e automatico e ricostruisce completamente la pagina. Se manca una persona in questa lista, sei pregato di non aggiungerla, ma accertati piuttosto che la sua voce biografica contenga il template Bio e che i dati anagrafici siano correttamente compilati. Se il template Bio manca, inseriscilo tu stesso o, in alternativa, metti l'avviso {{tmp\|Bio}} che ne segnala la mancanza. Se i dati riportati sono sbagliati, correggi direttamente la voce biografica; le modifiche saranno visibili in questa lista entro pochi giorni. Per chiarimenti vedi il progetto antroponimi. La lista contiene solo le 255 persone che sono citate nell'enciclopedia e per le quali è stato implementato correttamente il template Bio. Pagina aggiornata al 6 ago 2025. |

Questa è una lista di persone presenti nell'enciclopedia che hanno il nome Jesús, suddivise per attività principale.

## Allenatori di calcio(15)
- Jesús Angoy, allenatore di calcio, ex calciatore e ex giocatore di football americano spagnolo (Alagón, n. 1966)
- Jesús Capitán, allenatore di calcio e ex calciatore spagnolo (Camas, n. 1977)
- Jesús Casas, allenatore di calcio, dirigente sportivo e ex calciatore spagnolo (Madrid, n. 1973)
- Koldo, allenatore di calcio e ex calciatore andorrano (Vitoria, n. 1970)
- Iñigo Liceranzu, allenatore di calcio e ex calciatore spagnolo (Zaldibar, n. 1959)
- Chico Linares, allenatore di calcio e ex calciatore spagnolo (Cadice, n. 1958)
- Jesús Lucendo, allenatore di calcio e ex calciatore andorrano (Pedro Muñoz, n. 1970)
- Jesús Mendoza Aguirre, allenatore di calcio e ex calciatore spagnolo (Jerez de la Frontera, n. 1977)
- Octavio Mora, allenatore di calcio e ex calciatore messicano (Guadalajara, n. 1965)
- Jesús Muñoz, allenatore di calcio e ex calciatore spagnolo (Mota del Cuervo, n. 1976)
- Jesús María Pereda, allenatore di calcio e calciatore spagnolo (Burgos, n. 1938 - Barcellona, † 2011)
- Jesús Solana, allenatore di calcio e ex calciatore spagnolo (Arnedo, n. 1964)
- Jesús Tartilán, allenatore di calcio e ex calciatore spagnolo (Lugo, n. 1940)
- Jesús Tato, allenatore di calcio e ex calciatore spagnolo (Murcia, n. 1983)
- Antonio de la Cruz, allenatore di calcio e ex calciatore spagnolo (León, n. 1947)

## Allenatori di calcio a 5(3)
- Jesús Candelas, allenatore di calcio a 5 spagnolo (Madrid, n. 1957)
- Jesús Rey, allenatore di calcio a 5 e preparatore atletico spagnolo (Foz, n. 1974)
- Jesús Velasco, allenatore di calcio a 5 e ex giocatore di calcio a 5 spagnolo (Toledo, n. 1967)

## Allenatori di pallacanestro(3)
- Jesús Cordovez, allenatore di pallacanestro venezuelano (Caracas, n. 1953)
- Chus Mateo, allenatore di pallacanestro spagnolo (Madrid, n. 1969)
- Txus Vidorreta, allenatore di pallacanestro spagnolo (Bilbao, n. 1966)

## Arbitri di calcio(3)
- Jesús Díaz, ex arbitro di calcio colombiano (n. 1954)
- Jesús Gil Manzano, arbitro di calcio spagnolo (Don Benito, n. 1984)
- Jesús Valenzuela, arbitro di calcio venezuelano (Acarigua, n. 1983)

## Arcivescovi cattolici(3)
- Jesús González de Zárate Salas, arcivescovo cattolico venezuelano (Cumaná, n. 1960)
- Jesús Juárez Párraga, arcivescovo cattolico spagnolo (Alquerías, n. 1943)
- Jesús Sanz Montes, arcivescovo cattolico spagnolo (Madrid, n. 1955)

## Attori(8)
- Jesús Barrero, attore e doppiatore messicano (Città del Messico, n. 1958 - † 2016)
- Jesús Bonilla, attore, regista e sceneggiatore spagnolo (Madrid, n. 1955)
- Jesús Cabrero, attore spagnolo (Madrid, n. 1965)
- Jesús Castro, attore spagnolo (Vejer de la Frontera, n. 1993)
- Jesús Guzmán, attore spagnolo (Madrid, n. 1926 - Madrid, † 2023)
- Chuy Bravo, attore e comico statunitense (Tangancícuaro, n. 1956 - Città del Messico, † 2019)
- Jesús Mosquera, attore e ex calciatore spagnolo (Fuengirola, n. 1993)
- Jesús Vidal, attore spagnolo (León, n. 1975)

## Cantanti(2)
- Chyno Miranda, cantante venezuelano (n. 1984)
- Jesús Vásquez, cantante peruviana (Lima, n. 1920 - Lima, † 2010)

## Cestisti(18)
- Jesús Alvarado, cestista statunitense (El Paso, n. 1951 - † 2020)
- Ramsés Benítez, ex cestista messicano (n. 1979)
- Jesús Centeno, cestista venezuelano (Maracay, n. 1985)
- Jesús Chagoyen, ex cestista spagnolo (Jerez de la Frontera, n. 1977)
- Florentino Chávez, ex cestista messicano (Chihuahua, n. 1971)
- Jesús Cilla, ex cestista spagnolo (Saragozza, n. 1977)
- Jesús Codina, cestista e allenatore di pallacanestro spagnolo (Segovia, n. 1938 - Madrid, † 1999)
- Jesús Fernández, ex cestista spagnolo (Villena, n. 1975)
- Jesús García Arenas, ex cestista messicano (n. 1952)
- Jesús González, cestista messicano (Culiacán, n. 1986)
- Jesús Iradier, ex cestista spagnolo (Madrid, n. 1949)
- Jesús Lázaro, ex cestista e allenatore di pallacanestro spagnolo (Cordova, n. 1971)
- Jesús López, cestista messicano (Hermosillo, n. 1983)
- Jesús Marzán, cestista filippino (n. 1912 - † 1969)
- Jesús Olmos, cestista messicano (Chihuahua, n. 1910 - Chihuahua, † 1988)
- Jesús María Pérez, cestista spagnolo (Biscarrués, n. 1930 - † 1986)
- Rolando Rubalcava, cestista messicano (Guadalajara, n. 1923 - Città del Messico, † 1996)
- Jesús Urbina, ex cestista venezuelano (Iribarren, n. 1984)

## Chirurghi(1)
- Jesús Vaquero, chirurgo spagnolo (Madrid, n. 1950 - Madrid, † 2020)

## Ciclisti su strada(15)
- Jesús Aranzabal, ciclista su strada spagnolo (Bergara, n. 1939 - † 2023)
- Jesús Blanco Villar, ex ciclista su strada spagnolo (Rois, n. 1963)
- Jesús del Nero, ciclista su strada e mountain biker spagnolo (Chinchón, n. 1982)
- Jesús Esperanza, ex ciclista su strada spagnolo (Getafe, n. 1948)
- Jesús Ezquerra, ex ciclista su strada spagnolo (Adal, n. 1990)
- Jesús Galdeano, ciclista su strada spagnolo (Igúzquiza, n. 1932 - Estella, † 2017)
- Jesús Guzmán, ex ciclista su strada spagnolo (Huéneja, n. 1957)
- Jesús Herrada, ciclista su strada spagnolo (Mota del Cuervo, n. 1990)
- Jesús Ignacio Ibáñez Loyo, ex ciclista su strada spagnolo (Ametzaga, n. 1960)
- Jesús Loroño, ciclista su strada spagnolo (Larrabetzu, n. 1926 - Larrabetzu, † 1998)
- Jesús Manzaneque, ex ciclista su strada spagnolo (Campo de Criptana, n. 1943)
- Jesús Montoya, ex ciclista su strada spagnolo (Cabezo de Torres, n. 1963)
- Luis Ocaña, ciclista su strada spagnolo (Priego, n. 1945 - Mont-de-Marsan, † 1994)
- Jesús David Peña, ciclista su strada colombiano (Zipaquirá, n. 2000)
- Jesús Rodríguez Magro, ciclista su strada e dirigente sportivo spagnolo (Madrid, n. 1960 - Alcalá de Henares, † 2018)

## Criminali(1)
- Vicente Zambada, criminale messicano (Culiacán, n. 1975)

## Danzatori(1)
- Rafael Amargo, ballerino, coreografo e personaggio televisivo spagnolo (Valderrubio, n. 1975)

## Direttori d'orchestra(2)
- Jesús López Cobos, direttore d'orchestra spagnolo (Toro, n. 1940 - Berlino, † 2018)
- Jesús Eduardo Álvarez Herrera, direttore d'orchestra, chitarrista e compositore venezuelano (Caracas, n. 1960)

## Dirigenti sportivi(1)
- Jesús Hernández, dirigente sportivo e ex ciclista su strada spagnolo (Avila, n. 1981)

## Economisti(1)
- Jesús Huerta de Soto, economista spagnolo (Madrid, n. 1956)

## Fumettisti(1)
- Jesús Blasco, fumettista spagnolo (Barcellona, n. 1919 - † 1995)

## Generali(4)
- Jesús M. Aguirre, generale e politico messicano (Ures, n. 1866 - Almagres, † 1929)
- Jesús Agustín Castro, generale e politico messicano (Ciudad Lerdo, n. 1887 - Tetelpan, † 1953)
- Jesús Guajardo, generale messicano (Candela, n. 1892 - Monterrey, † 1920)
- Jesús Salas Barraza, generale messicano (El Oro, n. 1888 - † 1956)

## Giocatori di baseball(1)
- Jesús Méndez, ex giocatore di baseball venezuelano (Caracas, n. 1963)

## Giocatori di calcio a 5(5)
- Jesús Aicardo, giocatore di calcio a 5 spagnolo (Cadice, n. 1988)
- Jesús Clavería, ex giocatore di calcio a 5 spagnolo (Barakaldo, n. 1968)
- Jesús Gordillo, giocatore di calcio a 5 spagnolo (Toledo, n. 2001)
- Jesús Herrero, giocatore di calcio a 5 spagnolo (Madrid, n. 1986)
- Jesulito, giocatore di calcio a 5 spagnolo (Cadice, n. 1989)

## Giornalisti(2)
- Jesús Colina, giornalista spagnolo (Miranda de Ebro, n. 1969)
- Jesús Suevos, giornalista, politico e dirigente pubblico spagnolo (Ferrol, n. 1907 - Madrid, † 2001)

## Imprenditori(1)
- Jesús Gil, imprenditore e politico spagnolo (Osma, n. 1933 - Madrid, † 2004)

## Marciatori(1)
- Jesús Ángel García, marciatore spagnolo (Madrid, n. 1969)

## Mezzofondisti(3)
- Jesús España, mezzofondista e maratoneta spagnolo (n. 1978)
- Jesús Gómez, mezzofondista spagnolo (Burgos, n. 1991)
- Jesús Tonatiú López, mezzofondista messicano (Hermosillo, n. 1997)

## Musicisti(1)
- Arturo Márquez, musicista e compositore messicano (Álamos, n. 1950)

## Nuotatori(1)
- Jesse Vassallo, ex nuotatore portoricano (Ponce, n. 1961)

## Paleografi(1)
- Jesús Alturo i Perucho, paleografo, filologo classico e medievista spagnolo (El Pont de Suert, n. 1954)

## Pallamanisti(1)
- Jesús Olalla, ex pallamanista spagnolo (Irun, n. 1971)

## Pallanuotisti(1)
- Jesús Rollán, pallanuotista spagnolo (Madrid, n. 1968 - La Garriga, † 2006)

## Pallavolisti(2)
- Jesús Herrera, pallavolista cubano (Artemisa, n. 1995)
- Jesús Valdés, pallavolista messicano (Monterrey, n. 1990)

## Pianisti(1)
- Chucho Valdés, pianista, compositore e arrangiatore cubano (Quivicán, n. 1941)

## Piloti automobilistici(1)
- Jesús Iglesias, pilota automobilistico argentino (Pergamino, n. 1922 - Pergamino, † 2005)

## Piloti di rally(2)
- Jesús Echave, pilota di rally e imprenditore spagnolo (Vitoria-Gasteiz, n. 1954)
- Jesús Puras, ex pilota di rally spagnolo (Santander, n. 1963)

## Pittori(1)
- Jesús-Rafael Soto, pittore venezuelano (Ciudad Bolívar, n. 1923 - Parigi, † 2005)

## Politici(5)
- Chuy García, politico statunitense (Durango, n. 1956)
- Jesús Piñero, politico portoricano (Carolina, n. 1897 - Loíza, † 1952)
- Jesús Posada, politico e ingegnere spagnolo (Soria, n. 1945)
- Jesus Crispin Remulla, politico filippino (Manila, n. 1961)
- Jesús María de Leizaola, politico spagnolo (San Sebastián, n. 1896 - San Sebastián, † 1989)

## Presbiteri(1)
- Jesús Méndez Montoya, presbitero messicano (Tarímbaro, n. 1880 - Messico, † 1928)

## Produttori discografici(1)
- Jhayco, produttore discografico e cantante portoricano (Río Piedras, n. 1993)

## Pugili(4)
- Chucho Castillo, pugile messicano (Nuevo Valle de Moreno, n. 1944 - Città del Messico, † 2013)
- Jesús Chávez, pugile messicano (Parral, n. 1972)
- Jesús Jiménez, pugile messicano (Guadalajara, n. 1984)
- Jessie Magdaleno, pugile statunitense (Pomona, n. 1991)

## Registi(2)
- Manolo Caro, regista, sceneggiatore e produttore cinematografico messicano (Guadalajara, n. 1975)
- Jesús Franco, regista, sceneggiatore e attore spagnolo (Madrid, n. 1930 - Malaga, † 2013)

## Scacchisti(1)
- Jesús Nogueiras, scacchista cubano (Santa Clara, n. 1959)

## Schermidori(4)
- Jesús Gil Gutiérrez, ex schermidore cubano (L'Avana, n. 1951)
- Jesús Gruber, schermidore venezuelano (Ciudad Bolívar, n. 1936 - Caracas, † 2021)
- Jesús Ortiz, ex schermidore cubano (n. 1954)
- Jesús Andrés Lugones Ruggeri, schermidore argentino (Mendoza, n. 1991)

## Scrittori(6)
- Jesús Carrasco, scrittore spagnolo (Olivenza, n. 1972)
- Jesús Fernández Santos, scrittore, regista e sceneggiatore spagnolo (Madrid, n. 1926 - Madrid, † 1988)
- Jesús Ferrero, scrittore e giornalista spagnolo (Zamora, n. 1952)
- Jesús Moncada, scrittore spagnolo (Mequinenza, n. 1941 - Barcellona, † 2005)
- Abel Montagut, scrittore, traduttore e esperantista andorrano (Llardecans, n. 1953)
- Jesús Sánchez Adalid, scrittore spagnolo (Don Benito, n. 1962)

## Scultori(1)
- Jesús Fructuoso Contreras, scultore messicano (Aguascalientes, n. 1866 - Città del Messico, † 1902)

## Slittinisti(1)
- Jesús Gatell, slittinista spagnolo (Barcellona, n. 1943 - Barcellona, † 2020)

## Stilisti(1)
- Guillermo Mariotto, stilista, designer e personaggio televisivo venezuelano (Caracas, n. 1966)

## Taekwondoka(1)
- Jesús Tortosa Cabrera, taekwondoka spagnolo (Madrid, n. 1997)

## Tuffatori(2)
- Jesús Mena, ex tuffatore messicano (Gómez Palacio, n. 1968)
- Jesús Liranzo, tuffatore venezuelano (n. 1995)

## Vescovi cattolici(12)
- Jesús Tirso Blanco, vescovo cattolico e missionario argentino (Ramos Mejía, n. 1957 - Negrar di Valpolicella, † 2022)
- Jesús Antonio Castro Becerra, vescovo cattolico colombiano (Palmira, n. 1908 - Palmira, † 1991)
- Jesús Esteban Catalá Ibáñez, vescovo cattolico spagnolo (Vilamarxant, n. 1949)
- Jesús María Echavarría y Aguirre, vescovo cattolico messicano (Bacubirito, n. 1858 - Saltillo, † 1954)
- Jesús Enciso Viana, vescovo cattolico spagnolo (Vitoria, n. 1906 - Palma di Maiorca, † 1964)
- Jesús Fernández González, vescovo cattolico spagnolo (Santa María de Ordás, n. 1955)
- Jesús García Burillo, vescovo cattolico spagnolo (Alfamén, n. 1942)
- Jesús Moliné Labarta, vescovo cattolico e missionario spagnolo (La Puebla de Alfindén, n. 1939)
- Jesús Murgui Soriano, vescovo cattolico spagnolo (Valencia, n. 1946)
- Jesús Pulido Arriero, vescovo cattolico spagnolo (Santa Ana de Pusa, n. 1965)
- Jesús Rico García, vescovo cattolico spagnolo (Montemayor de Pililla, n. 1954)
- Jesús Vidal Chamorro, vescovo cattolico spagnolo (Madrid, n. 1974)

## Violoncellisti(1)
- Jesús Castro-Balbi, violoncellista e docente spagnolo (Alicante)

## Wrestler(2)
- Oro, wrestler messicano (Guadalajara, n. 1971 - Città del Messico, † 1993)
- Ricardo Rodríguez, wrestler statunitense (Los Angeles, n. 1986)